# Hudbay
Hudbay Minerals, «Хадбэй Минералз» — канадская компания, добывающая медь в Перу и Канаде.

## История
Hudson Bay Mining and Smelting Company («Добывающая и плавильная компания Гудзонова залива») была основана в 1927 году в канадской провинции Манитоба для разработки месторождения Флин-Флон, открытого в 1915 году. В создании компании принял участие Гарри Пейн Уитни (Harry Payne Whitney), представитель влиятельной американской семьи Уитни. В 1929 году началась реализация проекта, который включал осушение озёра, строительство шахты, металлургического комплекса, гидроэлектростанции и железнодорожной ветки длиной 140 км. Производство металлов (меди, цинка и других) началось в 1930 году и велось круглосуточно в течение десятилетий. В 1958 году на том же месторождении была открыта шахта Сноу-Лейк, в 1979 году рядом с ней был сооружён второй металлургический комплекс компании. К концу 1980-х годов Hudson Bay занимала 4-е место в Канаде по добыче меди и цинка..
С 1938 года акции компании котировались на Нью-Йоркской фондовой бирже, её основным акционером была нью-йоркская компания Minorco. В 1960-х годах контроль над Hudson Bay перешёл к компании Anglo American. В 2004 году та продала Hudson Bay компании OntZinc за 325 млн долларов. Вскоре Hudson Bay Mining and Smelting Company и OntZinc объединились под названием Hudbay Minerals, штаб-квартира была перенесена из Виннипега в Торонто, акции были размещены на фондовой бирже Торонто.
В 2011 году был куплен рудник Констанция в Перу, добыча на нём началась в 2014 году.

## Деятельность
Основными горнодобввающими активами Hudbay Minerals являются рудники Констанция в регионе Куско (Перу), Сноу-Лейк в провинции Манитоба (Канада) и Коппер-Маунтин в провинции Британская Колумбия (Канада). Кроме этого компания ведёт геологоразведку в штатах Аризона и Невада (США) и в Перу. Основной продукцией является медь (57 % выручки), в качестве сопутствующих металлов компания производит золото (22 %), цинк (15 %), молибден (4 %) и серебро (2 %).